# Benetton Formula
Benetton Formula hay gọi đơn giản là Benetton, là đội đua Công thức 1 cũ đã tham gia từ năm 1986 đến năm 2001. Đội thuộc sở hữu của gia đình Benetton, người điều hành chuỗi cửa hàng quần áo cùng tên trên toàn thế giới. Năm 2000, đội được Renault mua lại nhưng thi đấu với tư cách là Benetton trong các mùa giải 2000 và 2001. Năm 2002, đội được đổi tên thành Renault F1. Chủ tịch của đội là ông Alessandro Benetton (1988-1998).

## Lịch sử